# Adélaïde de Saint-Germain
Louise-Adélaïde Starot de Saint-Germain, contessa di Montalivet (Versailles, 13 febbraio 1769 – Thauvenay, 10 marzo 1850), è stata una nobildonna francese, figlia illegittima di Luigi XV.

## Biografia
Era la figlia (ufficialmente) del generale Joseph Starot de Saint-Germain, e di sua moglie, Catherine Éléonore Bénard, una delle amanti di Luigi XV, sebbene questa discendenza reale sia stata contestata da alcuni genealogisti.

## Matrimonio
Colpito dalla sua bellezza, il generale Napoleone Buonaparte si innamorò di lei e le chiese di sposarlo, ma dovette ritirarsi di fronte al rifiuto del padre di Adélaïde. 
Sposò, il 31 luglio 1797 a Valence, il cugino Jean-Pierre Bachasson (5 luglio 1766-22 gennaio 1823), figlio di Charles-Victor de Bachasson. Ebbero tre figli:
- Simon (1799-1823);
- Camille (1801-1880);
- Josephine (1806-1852), sposò il visconte Benjamin de Tascher.

Divenne dama di compagnia dell'imperatrice Giuseppina (1804-1810) e poi dell'imperatrice Maria Luisa (1810-1814). Sophie Ulliac-Trémadeure la descrive come una delle donne più belle dell'Impero.
È un'antenata materna dell'ex Presidente della Repubblica francese Valéry Giscard d'Estaing.

## Morte
Morì il 10 marzo 1850 al Castello di Thauvenay.